# Cordia seleriana
Cordia seleriana là loài thực vật có hoa trong họ Mồ hôi. Loài này được Fernald mô tả khoa học đầu tiên năm 1901.